# Бешков, Илия
Илия Бешков (болг. Илия Бешков; 24 июля 1901, село Долни-Дыбник, Плевенская область, Болгария — 23 января 1958, София, Болгария) — болгарский график, гравёр, карикатурист, иллюстратор; возможно, самый известный график Болгарии.

## Биография
Илия Бешков родился 24 июля 1901 в селе Долни-Дыбник Плевенского округа.
Учился в 1921—1926 годах в организованной в 1896 Софийской Академии художеств. (Вначале был период обучения на юридическом факультете Софийского университета (1918—1920).)
В 20-х—30-х годах выступал в таких журналах, как «Жупел», «Ек» («Эхо») и др. с сатирическими рисунками антимонархического и антифашистского характера. Публиковал также бытовые карикатуры, проникнутые острой социальной сатирой. После свержения фашистского режима (с 1944) сотрудничал в центральных изданиях Болгарии, в журнале «Стыршел (болг.)» («Овод»).
Как свидетельствуют рассекреченные архивы болгарского КГБ (ДС, «държавна сигурност»; распущенного в 1990), Бешков был под постоянным наблюдением, как «хитрый враг» коммунистических властей.
Вклад Бешкова в графическое искусство — в разработанной им особой манере живописного светотеневого рисунка. Илия Бешков жил и трудился в Софии; он был профессором Софийской АХ.
Неутомимый труженик, в 1950-м художник был удостоен Димитровской премии.
Художник умер 23 января 1958 года в Софии.

## Признание
Художник ещё при жизни удостоился статьи, опубликованной в издававшейся 300-тысячным тиражом 50-томной «Большой Советской Энциклопедии»:

Бешков, Илия (р. 1901) — видный болгарский график, рисовальщик и карикатурист, ученик Н. Маринова. В своих рисунках разоблачал болгарскую буржуазию, её политику, эксплуатацию трудящихся. Превосходны антиклерикальные рисунки Бешкова. В 1940-х годах Бешковым был создан цикл ярких и драматических антифашистских рисунков.— «БСЭ», Т. 5 — М., 1950, С.131
В Плевене есть галерея, названная в честь художника «Илия Бешков».